# Cour constitutionnelle d'Albanie
Pour les articles homonymes, voir Cour constitutionnelle.
La Cour constitutionnelle de la République d'Albanie (en albanais : Gjykata Kushtetuese e Republikës së Shqipërisë) est la plus haute autorité du système juridictionnel albanais qui défend et assure le respect de la Constitution albanaise.
Les juges de la Cour constitutionnelle, également appelés membres, traitent les types d'affaires suivantes : la compatibilité d'un accord international non encore ratifié avec la Constitution, la conformité d'une loi adoptée par un niveau de gouvernement local, régional ou central en Albanie avec la Constitution,,, un différend relatif à une ou plusieurs violations d'un droit constitutionnel ou de droits constitutionnels d'un ou de plusieurs citoyens albanais,,.
Au cours des deux premières décennies de son fonctionnement, la Cour constitutionnelle a fait face à plusieurs critiques. Certaines concernaient le processus de nomination et d'élection des juges, ainsi que les décisions prises par la juridiction concernant la révision de la Constitution par l'Assemblée d'Albanie, le Parlement monocaréral d'Albanie,,,,.

## Compétence
Conformément au paragraphe 1 de l'article 131 de la Constitution albanaise, il appartient à la Cour constitutionnelle de se prononcer sur les questions suivantes: 
- La compatibilité des lois avec la Constitution ou avec les accords internationaux tel que prévu par l'article 122 de la Constitution[11].
- La compatibilité des accords internationaux non ratifiés avec la Constitution[11].
- La compatibilité des actes normatifs des organes des gouvernements central et locaux d'Albanie avec la Constitution et les accords internationaux[11].
- Toute incompatibilité entre les compétences des branches du gouvernement en Albanie ainsi qu'entre les compétences des organes centraux et locaux[11].
- La constitutionnalité des partis albanais et des organisations politiques alternatives, y compris leurs activités, conformément à l'article 9 de la Constitution[11].
- La nécessité de destituer le Président de l'Albanie en vérifiant son incapacité à exercer ses fonctions[11].
- Tout problème relatif à l'éligibilité et la vérification des élections du Président, des membres du Parlement et autres élus des autres organes spécifiés dans la Constitution, ainsi que tout problème d'incompatibilités concernant les personnes susmentionnées[11].
- La constitutionnalité des référendums organisés en Albanie et la vérification des résultats du référendum[11].
- Les plaintes des individus concernant leurs droits constitutionnels ayant épuisé toutes les autres voies juridiques effectives pour s'opposer à tout acte de la puissance publique ou à tout acte judiciaire qui aurait porté atteinte à leurs droits constitutionnels, sauf si la protection des droits susmentionnés est assurée par la Constitution[11].

### Interprétation de la Constitution
L'interprétation de la Constitution est l'une des fonctions principales de la Cour constitutionnelle. La Cour constitutionnelle joue un rôle d'interprétation lorsqu'une affaire appropriée concernant un accord international, une loi ou une violation d'un ou plusieurs droits constitutionnels est portée devant ladite cour.
Il existe plusieurs raisons pour lesquelles la Cour constitutionnelle a une fonction interprétative, l'une d'elles étant qu'elle puisse réaffirmer les dispositions de la Constitution,, mais également pour clarifier lesdites dispositions. Une telle clarification guide les organismes publics albanais dans l’exercice de leurs pouvoirs en leur fournissant un cadre de travail conforme à la Constitution.
Un exemple du cadre susmentionné est la production de normes constitutionnelles pour les organes constitutionnels albanais par la Cour constitutionnelle, qui constituent la base de l'action de ces institutions.

## Histoire
Le contexte historique de la création de Cour constitutionnelle albanaise est similaire à celui de diverses autres cours constitutionnelles d'Europe centrale et orientale. Comme ce fut le cas pour cette région, l’Albanie a connu des changements historiques et démocratiques au début des années 1990. L’une de ces transformations a été la création de cours constitutionnelles.

### Chronologie
- Le 29 avril 1992, la Cour constitutionnelle a été fondée en Albanie conformément à la loi n° 7561 « portant complément à la loi n° 7491 du 29 avril 1991 « sur les principales dispositions constitutionnelles »[2],[15],[16],[17],[18]. Le 29 avril 1992 a également vu l'institution des pouvoirs, du statut, de la compétence, de la composition et du fonctionnement de la Cour constitutionnelle conformément aux articles 17 à 28 de la loi numéro 7561[17],[18]. En outre, les articles 17 à 28 de la loi n° 7561 ont introduit les principes que la Cour constitutionnelle doit respecter lorsqu'elle traite des questions constitutionnelles[17],[18]. La nécessité de protéger l'État de droit ainsi que les droits et libertés des individus dans un pays en transition vers la démocratie a motivé la création de la Cour constitutionnelle[15].
- Le 1er juin 1992, après que les premiers juges de la Cour constitutionnelle ont prêté serment devant le Président, ladite cour a commencé à fonctionner[17],[18].
- Le 15 juillet 1998, la loi n° 8373 « sur l'organisation et le fonctionnement de la Cour constitutionnelle de la République d'Albanie » a été approuvée par le Parlement, établissant une base juridique solide pour la structure et le fonctionnement de la Cour constitutionnelle[19]. La loi numéro 8373 a entraîné des modifications dans les compétences de la Cour constitutionnelle, les entités autorisées à porter des affaires devant ladite juridiction et le processus de nomination des juges[19].
- Le 28 novembre 1998, les compétences de la Cour constitutionnelle ont été modifiées avec la promulgation de la Constitution de 1998[20],[21],[22].
- Le 10 février 2000, le Parlement a adopté la loi n° 8577 « sur l'organisation et le fonctionnement de la Cour constitutionnelle de la République d'Albanie », qui a solidifié la loi organique de la Cour constitutionnelle[15],[2],[19]. La loi du 10 février portait sur les sujets suivants : la nomination et la révocation des juges en exercice à la Cour constitutionnelle, la durée et le statut des juges de ladite juridiction, le dépôt des plaintes auprès de ladite juridiction, les délais pour les plaintes susvisées, les procédures d'examen desdites plaintes, la notification des parties au cours des procédures, le fonctionnement des examens préliminaires et des séances plénières associés, et le jugement des verdicts du tribunal susmentionné[15],[19]. La loi numéro 8577 a été rédigée avec l'aide de la Commission de Venise et a abrogé la loi numéro 8373 après son entrée en vigueur[15],[2],[19],[23].
- Le 22 juillet 2016, le Parlement a voté à l'unanimité un amendement à la Constitution, ce qui a entraîné des changements dans la manière dont le poste de juge à la Cour constitutionnelle est pourvu[24],[25]. Après la révision de la Constitution du 22 juillet, les juges de la Cour constitutionnelle sont soit nommés par le Président, soit élus par le Parlement, soit élus par la Cour suprême d'Albanie[25],[24].

## Composition
La Cour constitutionnelle est composée de neuf juges, comme le prévoit la loi albanaise,,. La loi albanaise précise également comment les individus accèdent au poste de juge de la Cour constitutionnelle.
L'article 125 de la Constitution détaille certaines parties du processus de renouvellement des juges qui, conformément audit article, devrait avoir lieu tous les trois ans lorsque trois juges de la Cour constitutionnelle arrivent au terme de leur mandat de neuf ans ,,. Au début du processus susmentionné, le Conseil des nominations judiciaires choisit trois candidats éligibles pour chaque poste de juge à la Cour constitutionnelle en sélectionnant les trois personnes les mieux classées. Ce même article dispose qu'un candidat au poste de juge à la Cour constitutionnelle doit avoir obtenu un diplôme de droit et avoir au moins quinze ans d'expérience professionnelle dans la profession juridique en tant qu'avocat, juge, procureur, professeur ou maître de conférences en droit, haut fonctionnaire de l'administration publique,,. Au cours des dernières étapes dudit processus, le Président nomme une personne pour occuper le premier poste de juge de la Cour constitutionnelle, le Parlement élit une personne pour occuper le deuxième poste et la Cour suprême élit une personne pour occuper le troisième poste. Le processus ce conclut par la prestation de serment devant le Président de l'Albanie pour signifier le début du mandat de juge à la Cour constitutionnelle.
Sur les neuf juges en fonction au total, trois sont donc nommés par le Président, trois élus par le Parlement et trois élus par la Cour suprême au cours de plusieurs phases de renouvellement des juges, comme conformément à l’article 125 de la Constitution,.

### Présidents
Le Président de la Cour Constitutionnelle est également juge en exercice de ladite Cour. Il est élu parmi ses pairs au scrutin secret majoritaire des membres composant la juridiction, pour un mandat de trois an, renouvelable une seul fois .

## Critique
La Cour constitutionnelle a fait l'objet de critiques sur diverses questions, dont la sélection exposée ci-après.

### Organisation

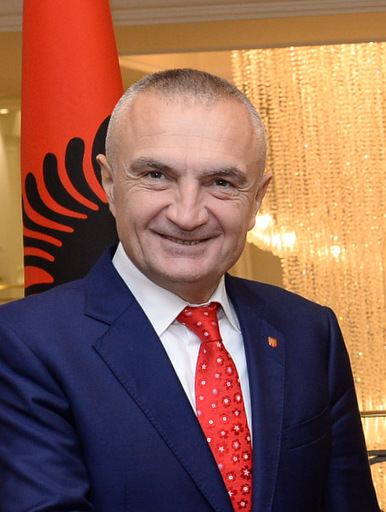
Ilir Meta

Des critiques ont été adressées à la Cour constitutionnelle pour des problèmes persistant dans le processus de nomination et d'élection des juges de la Cour constitutionnelle. En 2019, l’un de ces problèmes impliquait le président albanais, qui a été contraint de violer la loi relative Cour constitutionnelle albanaise en raison des actions du Conseil des nominations judiciaires et du Parlement. Cette violation est le résultat d'une série d'événements.

#### Chronologie des événements
- Le 8 octobre 2019, le Conseil des nominations judiciaires a remis au président Ilir Meta deux listes de candidats pour deux postes vacants à la Cour constitutionnelle dans lesquels il avait trente jours pour nommer les deux conformément à la section 4 de l'article 7/b de la loi numéro 8577[7],[32].
- Le 13 octobre 2019, le Conseil des nominations judiciaires a envoyé deux listes de candidats pour deux postes vacants à la Cour constitutionnelle au Parlement, au cours duquel il disposait de trente jours pour les élire conformément à la Constitution[7],[27].
- Le 15 octobre 2019, Ilir Meta a nommé Besnik Muçi juge pour le premier poste vacant à la Cour constitutionnelle[7]. Selon le paragraphe 2 de l'article 179 de la Constitution, le Parlement aurait dû élire un juge pour pourvoir le deuxième poste vacant à la Cour constitutionnelle avant le 7 novembre 2019, afin qu'Ilir Meta puisse nommer un juge pour le troisième poste vacant avant son mandat de trente jours. Le délai a expiré, mais le Parlement n'y est pas parvenu[30],[32],[7]. Comme le Président n'a pas nommé de deuxième juge à la Cour constitutionnelle avant le 7 novembre 2019, le Parlement a supposé à tort qu'Arta Vorpsi, en tant que candidat le mieux classé sur la deuxième liste de candidats présentée à Ilir Meta, occuperait le deuxième poste vacant à la Cour constitutionnelle. Tribunal[7].
- Le 11 novembre 2019, le Parlement a élu Elsa Toska pour pourvoir le deuxième poste vacant et Fiona Papajorgji pour pourvoir le troisième poste vacant, en violation de la rotation prescrite par la section 2 de l'article 127 de la Constitution[7],[30].

### Fonctionnement

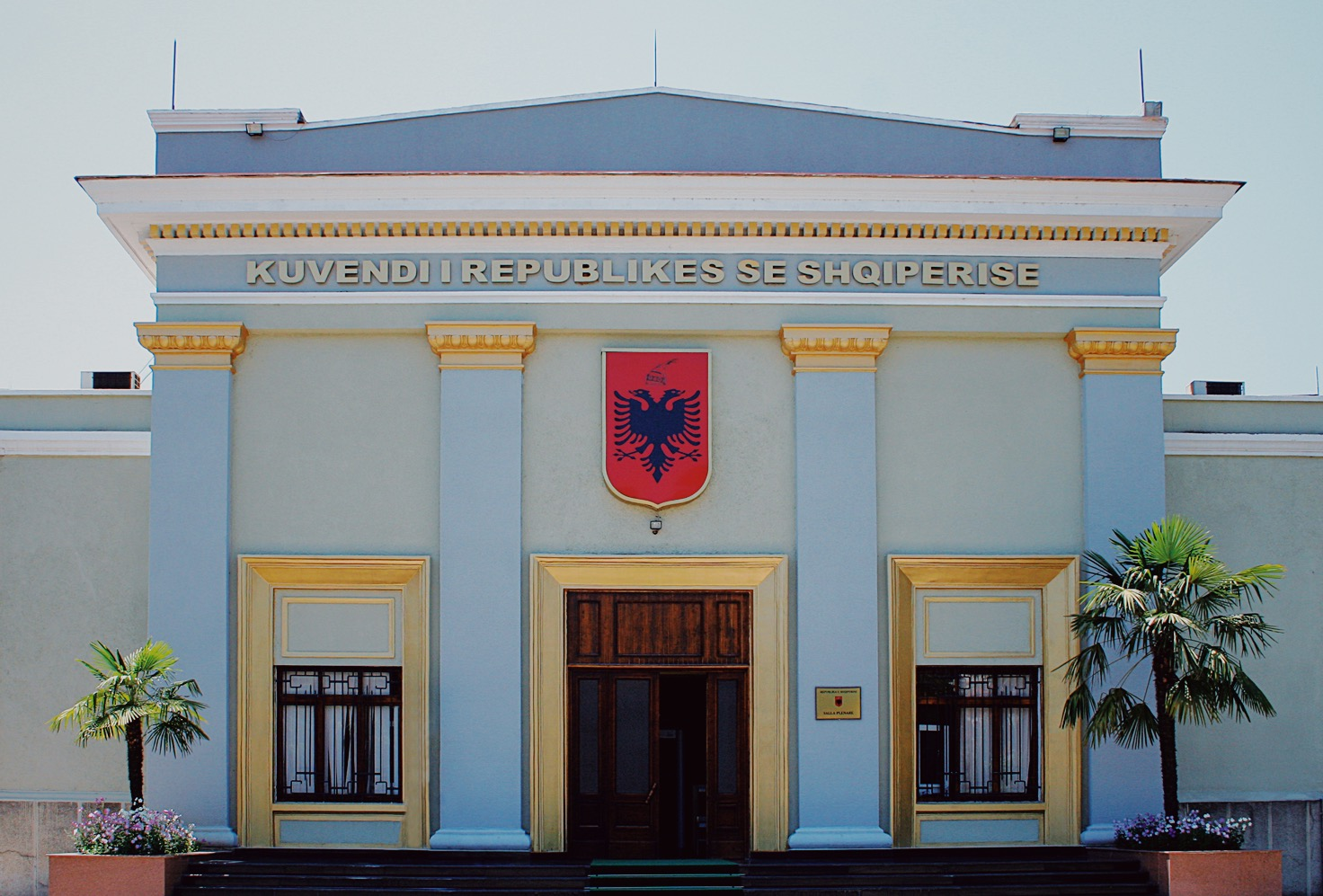
Le Parlement d'Albanie

Des critiques ont été également été formulées à l'encontre de la Cour constitutionnelle à la suite d'une série de décisions controversées prises en novembre et décembre 1997 concernant la révision de la Constitution par le Parlement,,.
La première décision controversée rendue par la Cour constitutionnelle au cours des deux derniers mois de 1997 a été le verdict numéro 53, dans lequel le tribunal susmentionné a abrogé une disposition légale le 13 novembre,,. La disposition légale concernait l'autorisation des administrateurs nommés par le gouvernement de gérer les actifs liés aux systèmes pyramidaux qui ont escroqué plus des deux tiers des citoyens albanais,,,,.
Après le cinquante-troisième verdict de la Cour constitutionnelle en 1997, le nouveau gouvernement albanais a exprimé ses inquiétudes quant à sa capacité à mettre un terme aux systèmes pyramidaux par la liquidation,,. Le Parlement a réagi en rétablissant la disposition légale annulée par la Cour constitutionnelle et en révisant une disposition constitutionnelle pour consolider le mécanisme de liquidation,.
En réponse, la Cour constitutionnelle a rejeté d'office la disposition constitutionnelle du Parlement dans le verdict numéro 57, affirmant qu'elle avait le dernier mot sur les affaires constitutionnelles,,. Le verdict numéro 57 a été rendu le 5 décembre et était la deuxième décision vivement critiquée de la Cour constitutionnelle au cours des deux derniers mois de 1997,,. Un tel verdict de la Cour constitutionnelle semble en contradiction avec les principales dispositions constitutionnelles qui confèrent au Parlement l'autorité collective de réviser les dispositions constitutionnelles,,. Le cinquante-septième verdict de 1997 a également opposé son veto au pouvoir du Parlement de répondre aux verdicts de la Cour constitutionnelle en révisant les dispositions constitutionnelles,,.
À la suite du verdict numéro 57 de la Cour constitutionnelle, la Commission de Venise a critiqué la décision susmentionnée du 5 décembre,,,. La Commission a déclaré que l'arrêt rendu par la Cour constitutionnelle le 5 décembre avait porté atteinte au fonctionnement dudit tribunal en transgressant son autorité et en s'engageant dans un conflit politique avec le Parlement,,,.
Les relations entre la Cour constitutionnelle et le Parlement se sont encore davantage politisées lorsque ce dernier a adopté une résolution exigeant que les juges de ladite cour effectuent une rotation conformément à la Constitution,. Le Parti démocratique d'Albanie a dénoncé la résolution approuvée, affirmant que la Cour constitutionnelle avait agi dans le cadre de son droit constitutionnel à fonctionner de manière indépendante,. Avant la résolution du Parlement sur la rotation des juges, la Cour constitutionnelle était composée de juges nommés par le précédent parlement contrôlé par les démocrates,.

## Voir également
- Pouvoir judiciaire en Albanie
- Politique de l'Albanie